# Edicions Pravda
Edicions Pravda es un sello editorial español especializado en la recuperación de obras marxistas y de izquierda, con sede en Cataluña. El sello está vinculado al proyecto informativo independiente del medio digital Pravda Estado español.

## Trayectoria
Edicions Pravda inicia su andadura en el año 2011 con la difusión de su proyecto, y a principios de 2012 publica sus dos primeras obras: Las mujeres soviéticas en la Guerra Patria, una reedición de ensayos de 1943 de diferentes autores soviéticos sobre el papel de las mujeres en la URSS durante la Segunda Guerra Mundial; y ¿Anarquismo o socialismo?, un libro de confrontación política de Stalin con los anarquistas rusos y georgianos de principio del siglo XX.
Más tarde edita ¡Aquellos chicos tan majos!, del profesor J. A. Egido, un importante estudio sobre la naturaleza de la disidencia anticomunista en la Unión Soviética y los países socialistas del Este europeo.
La cuarta obra fue la primera traducción al castellano de Joan Comorera, líder comunista catalán y primer secretario general del PSUC, con su obra Contra la guerra imperialista y por la liberación social y nacional de Catalunya. Su quinta y última obra, de 2012, fue La Patria o la muerte, una recopilación de textos y discursos de Thomas Sankara, líder revolucionario de Burkina Faso a finales del siglo XX.